# Пиер дьо Ронсар
Пиер дьо Ронсар (на френски: Pierre de Ronsard) е френски поет и член на Плеядата, наричан от своите съвременници Принцът на поетите.

## Биография
Пиер дьо Ронсар е роден на 11 септември 1524 г. в благородническо семейство. Той е най-малкият син на Луи дьо Ронсар, maître d'hôtel на крал Франсоа I, и Жан дьо Шодрие, произлизаща от благородническо семейство с добри връзки. Бодуен дьо Ронсар (или дьо Росар) основава френския клон на фамилията и печели известност в началните етапи на Стогодишната война. В своето стихотворение „Елегия за Реми Бело“ самият Ронсар твърди, че родът му произлиза от Балканите.

### Служба в кралския двор
Бъдещият Принц на поетите се учи у дома в продължение на няколко години, а на деветгодишна възраст е изпратен в Наварския колеж в Париж. Скоро той е назначен за паж, първо на най-големия син на краля, Франсоа, а след това на неговия брат, херцогът на Орлеан. Когато Мадлен дьо Валоа се омъжва за шотландския крал Джеймс V, Ронсар е преместен на негова служба и прекарва три години във Великобритания. Краят на този период той изглежда прекарва в Англия, въпреки че, строго казано, той няма работа там. След завръщането си във Франция през 1540 г. той отново е взет на служба при херцога на Орлеан.
На тази служба той има нови възможности да пътува, изпратен е във Фландрия и отново в Шотландия. След известно време той получава по-важно назначение като секретар на Лазар дьо Баиф. Дьо Баиф е баща на Антоан дьо Баиф, бъдещ колега на Ронсар в Плеядата и негов спътник при това пътуване. След това той е включен в свитата на кардинал дю Беле-Ланже. От този период датира неговият митичен спор с Франсоа Рабле.

### Плеядата
Обещаващата дипломатическа кариера на Ронсар е прекъсната от пристъп на глухота, която никой лекар не успява да излекува, и той решава да се посвети на науката. За тази цел той избира колежа Кокре, чийто директор е Жан Дора, който по-късно става известен като „тъмната звезда“ на Плеядата, заради своето мълчание на френски. Двамата вече се познават, тъй като Дора е бил учител в дома на семейство дьо Баиф. Антоан дьо Баиф, ученик на Дора, се присъединява към Ронсар, последван от Реми Бело. Жоашен дю Беле, вторият сред седемте, идва малко по-късно. В колежа учи още Мюретюс, известен учен, оказал чрез латинските си пиеси силно влияние при създаването на френската трагедия.
Учението на Ронсар отнема седем години. Първият манифест на новото литературно движение, което прилага към простонародния език принципите на критичност и ерудиция, почерпени от класиците, идва не от Ронсар, а от дю Беле. Неговата Защита и демонстрация на френския език (Defense et illustration de la langue française) се появява през 1549 и това може да се счита за поява на Плеядата (или Бригадата, както се нарича в началото). Тя се състои, както показва името, от седем писатели, чиито имена понякога се изброяват в различен ред, макар че според класическия канон са Ронсар, дю Беле, Баиф, Реми Бело, Понтюс дьо Тиар, Етиен Жодел и Дора.

### Произведения
Малко след това идват и произведенията на самия Ронсар. Няколко малки стихотворения, един епиталамий за Антоан дьо Бурбон и Жана Наварска (1550), Химн за Франция (Hymne de la France; 1549), Ода за мира (Ode a la Paix) предшестват публикуването през 1550 г. на четирите първи книги на Оди от Пиер дьо Ронсар.
През 1552 г. следва публикуването на Amours de Cassandre и на петата книга на Оди. Тези книги предизвикват ожесточени литературни спорове. Маро е мъртъв, но оставя многобройни последователи, които виждат в по-стриктната литературна критика на Плеядата, в явното ѝ презрение към простонародните и средновековни форми, в настойчивия ѝ съвет френската поезия да „следва древните“, обида към автора на Adolescence Clementine и неговите ученици.
Популярността на Ронсар още приживе е огромна и успехът му остава неизменен. Той публикува своите Химни, посветени на Маргарита Савойска, през 1555 г., заключението на Amours, адресирано към друга героиня, през 1556 г., и накрая, през 1560 г., Пълни съчинения (Œuvres completes) по покана на Мария Стюарт, съпруга на Франсоа II, както и Elegies, mascarades et bergeries през 1565 г. През същата година издава и Abrege de l'art poetique francais.
Честите смени на монарха не се отразяват върху Ронсар. Шарл IX, който скоро наследява брат си, е още по-благоразположен към него. Той му отделя стаи в двореца, дарява му различни абатства и приорати и го обявява за свой учител в поезията. Това покровителство има и своята не съвсем приятна страна. То предизвиква силна ненавист към Ронсар от страна на хугенотите, които пишат непрекъснати пасквили срещу него, като го представят като либертин и атеист и показват последователя му дю Бартас като негов съперник.

## Памет
На Пиер дьо Ронсар е наречена улица в квартал „Овча купел“ в София (Карта).